# اصطفاء تمزقي

في الوراثيات السكانية، الاصطفاء التمزقي هو نوع من الاصطفاء الطبيعي  يتم به تفضيل القيم المتطرفة للسمة على القيم المتوسطة. في هذه الظاهرة يزداد تنوع السمات، وينقسم التجمع لمجموعتين متمايزتين. ويُعتقد أنَّ هذه السيرورة التطورية هي المحرك الرئيسي للانتواع السمباتري.

## مثال
إن كان هناك تجمع من الأرانب المتباينين من حيث لون الفراء، بحيث توجد لديهم سمتان شبه سائدتان للون الفراء: اللون الأسود B والأبيض b، فإنَّ الأرنب ذو النمط الجيني BB يكون فراؤه أسود اللون، وذو النمط الجيني Bb يكون لونه رمادي، والنمط bb أبيض اللون. وبحال تواجد هذا التجمع في بيئة بها صخور سوداء وأخرى بيضاء، فإن الأرانب ذات الفراء الأسود تستطيع الاختباء من المفترسين بين الصخور السوداء، كما تستطيع الأرانب البيضاء فعل ذلك مع الصخور البيضاء. أما الأرانب الرمادية فإنها ستبرز بكل المناطق في موطنها، ومن ثم تكون معرضة أكثر للافتراس. وكنتيجة لهذا النوع من الضغط الاصطفائي، هذا التجمع الافتراضي من الأرانب سيخضع لاصطفاء تمزقي يحابي القيم المتطرفة (الأسود والأبيض) للسمة (لون الفراء)، وينبذ القيمة المتوسطة (اللون الرمادي).